# やねうら王
やねうら王（やねうらおう）は、コンピュータ将棋のプログラム。2010年代前半にプロ棋士に平手で勝利した事がある強豪ソフトの一つ。オープンソースであり、将棋AIのデファクトスタンダードとなっている。

## 概要
開発者は磯崎元洋。名称は開発者の磯崎がパソコン通信時代から使用しているハンドルネーム「やねうらお」に由来する。なお、開発者の磯崎自身は、将棋倶楽部24でレーティング1800ほど（二段）の棋力だが、R2400のPonanza開発者山本一成に比べると愛着が薄いと述べている。
詰将棋用のルーチンを搭載しており、理論上ではあらゆる詰将棋を解けるが対局を優先した設計であるであるため、ミクロコスモスなど手数が極端に長い問題には大量のメモリが必要になる。
CPUのベンチマークソフトとしても使われている。

## 歴史
2014年に出場した第3回将棋電王戦において佐藤紳哉六段と対局を行い、95手で勝利。この対局においては、本来「前年の電王トーナメント出場時のソフトで対局を行う」というルールがあったのに対し、開発者側からの「致命的なバグがあるので修正したい」という要望を主催者のドワンゴが認めたところ、実際には思考部にも影響が及ぶことが判明したため相手の佐藤側が抗議するという一幕があり、結果的に当初のままのソフトで対局に臨んでいた。
2015年に出場した将棋電王戦FINALにおいて稲葉陽七段と対局を行い、116手で勝利。
同年11月に開催された第3回将棋電王トーナメントでは、「超やねうら王」と名称を変更して出場。「Deep Learning」から意味のあるところを抽出した「Cheap Learning」を新たに搭載した。
2016年10月の第4回将棋電王トーナメントでは、「真やねうら王」と名称を変更して出場。
2017年の第5回では「やねうら王 with お多福ラボ」の名称で出場したが準々決勝で敗れた。トーナメントを制した平成将棋合戦ぽんぽこは、やねうら王ライブラリを使用していた。
2018年8月、商用版である「将棋神 やねうら王」がマイナビ出版より発売された。商用版ではやねうら王以外にQhapaq・tanuki-（SDT5版及び2018年版）・読み太の思考エンジンも搭載され、ユーザ側で任意に切り替えることができる。磯崎は、続編の『将棋神 やねうら王2』の発売予定があることも明らかにしているが、2021年11月時点で発売日は未定である。
2019年の世界コンピュータ将棋選手権では優勝、さらに決勝に残ったソフトが全部やねうら王のライブラリを使用していた。2021年、電竜戦プロジェクトの理事長であり、カツ丼将棋の開発者である松本浩志は、「やねうら王の存在が大きすぎて、みんないなくなってしまった。あの美しいソースコードを読むだけで自分のプログラミングの腕が上がったように感じる」とその存在の大きさを語っている。
2021年のインタビューにおいて、磯崎はやねうら王の最新版（V6.50）について「Stockfishの探索部を将棋AIのプログラムにキャッチアップするだけでかなり強くなる」と述べ、探索アルゴリズムにおいてStockfishの構造を取り入れていることを明言している。また、同インタビューでは、ディープラーニングを活用する将棋AI（dlshogi、PALなど）はStockfishの探索部を使用していない一方で、NNUEを評価関数とする将棋AIの多くはStockfish由来の探索アルゴリズムを採用していると述べている。2021年2月、Stockfish本体にもNNUEが正式に導入された。
2023年の世界コンピュータ将棋選手権では磯崎が参加した「やねうら王チーム」が準優勝。ただし、使用したソフトはディープラーニング系ソフトの「ふかうら王」で、NNUE系ソフトである「やねうら王」とは異なる。優勝したのはdlshogiだった。磯崎は将棋AIはディープラーニングの学習のために高性能なマシンを必要とし、競争が札束での殴り合いとなっていると公式サイトで語った。

## 派生ソフトウェア
本ソフトは2016年にコンピュータ将棋協会（世界コンピュータ将棋選手権の主催者）に対するライブラリ登録を行っており、そのため本ソフトをベースとした将棋ソフトが多数開発されている。
世界コンピュータ将棋選手権におけるやねうら王ライブラリ勢の主な成績
- 2017年  elmo優勝
- 2018年  Hefeweizen優勝
- 2019年 やねうら王優勝
- 2021年  elmo優勝
- 2024年 お前、CSA会員にならねーか？優勝
- 2025年 水匠優勝

2020年の世界コンピュータ将棋選手権はCovid-19感染拡大のため中止となったが、代替開催された「世界コンピュータ将棋オンライン大会」でやねうら王ライブラリ勢の水匠が優勝した。
2018年の世界コンピュータ将棋選手権決勝に残った8チーム中Apery以外はやねうら王エンジン使用。
やねうら王自身も2019年5月に世界コンピュータ将棋選手権に初出場し、優勝と同時に新人賞を獲得した。決勝に残った8チーム全てがやねうら王エンジン使用。
2022年と2023年に連覇したのはディープラーニング系将棋AIのdlshogiであり、NNUE系将棋AIとディープラーニング系AIの2強状態となっている。
電竜戦におけるやねうら王ライブラリ勢の主な成績
- 第3回（2022年） 水匠優勝
- 第4回（2023年） 水匠優勝
- 第5回（2024年） 氷彗優勝[21]

2020年と2021年に連覇したのはディープラーニング系将棋AIのGTC電竜であり、NNUE系将棋AIとディープラーニング系AIの2強状態となっている。
その他
2020年3月に開かれたコンピュータ5五将棋の国際大会「第12回UEC杯 in GAT」にて、やねうら王を改造した5五将棋ソフト「ShioRamen」が全戦勝利を収め、優勝した。

## 競技会成績
| 大会/年                    | 2013 | 2014 | 2015 | 2016 | 2017 | 2018 | 2019 | 2020 | 2021 | 2022 |
| -------------------------- | ---- | ---- | ---- | ---- | ---- | ---- | ---- | ---- | ---- | ---- |
| 世界コンピュータ将棋選手権 |      |      |      |      |      |      | 1    |      |      | 3    |
| 将棋電王トーナメント       | 4    | 3    | 4    | 3    | F    |      |      |      |      |      |

## 開発方針
電王戦FINALでのインタビューで、磯崎は以下のように述べている。

## 評価値
やねうら王では、評価値「31111」が出ることがあるが、これは「優等局面」（盤面は同じで自分の手駒だけが増えている状態）を示す特別な値。内部評価値は28000で、歩1枚＝90点換算をcp単位（歩1枚＝100）に変換すると31111になる。なお、この値は勝勢時に現れることもあるが、必至や読み切りを意味するわけではない。